# 神田ねおん
神田 ねおん（かんだ ねおん、1983年12月8日 - ）は、日本のAV女優。
神奈川県出身。
血液型：O型 、身長：168cm 、スリーサイズ：B88・W61・H90、Cカップ

## 略歴
- 2005年 - 『甘妖な輝き』でAVデビュー。

## 出演作品

### アダルトビデオ
2005年
- 甘妖な輝き（2月25日、トライハート）
- SEX免許快伝（3月18日、トライハート）
- 女教師の秘蜜（4月29日、トライハート）
- ハメたがり!!（5月20日、トライハート）

2006年
- 連続絶頂レズビアン2（6月30日、笠倉出版社）

2007年
- ローションフェチダンス 1（6月15日、ジャネス）
- 渋谷ギャルハメ伝説 Vol.01（7月6日、映天）
- 超オゲレツ!超クイコミ!スケベなダンス!!3（7月14日、ラハイナ東海）
- ビーチの近くに安い水着屋を開店して盗撮してゆすってヤる（8月7日、カッコイイ!）
- ヌギヌギ★ダンス 4（8月15日、ジャネス）
- アナル全開マン毛丸出し大開脚ハレンチ おげれつな尻ダンス 2（8月19日、スタイルアート）
- プロ級な腰フリのエロボディーダンサー 1（9月15日、未来・フューチャー）
- 特選!!S級素人ギャルコレクション 4時間 4（10月19日、メディアステーション）
- エロかっこいいスクールガールの極上騎乗位×潮吹き×中出し（11月20日、イマージュ）
- 東京モータークイーン（11月20日、イマージュ）
- 罪と罰 file.4（12月15日、ケー・トライブ）

2008年
- つるまんDancing Vol.6（1月15日、テイクワン）
- MICRO BIKINI OILY DANCE 3（2月1日、映天）
- 生中出しコギャル4時間 4（3月17日、メディアステーション）
- トランス女子校生のダンスパフォーマンス 4（3月25日、未来・フューチャー）
- 暮らしに役立つHな実演販売（5月8日、V&Rプロダクツ）

### 映画
- 令嬢とメイド監禁吸い尽くす（2007年2月）
- ロリ作家−おねだり萌え妄想（2007年5月）

## メディア

### テレビ
- タイガー＆ドラゴン 第6話（2005年5月20日、TBS） - ランパブ嬢 役[1]
- 裸のニュースステーションキャスター（2006年頃から、CS放送局パラダイステレビ）
- 桃のふくらみ（MONDO TV）